# El retorno del soldado
El retorno del soldado es una película dramática británica de 1982 protagonizada por Alan Bates y coprotagonizada por Julie Christie, Ian Holm, Glenda Jackson y Ann-Margret sobre el regreso de un oficial con neurosis de guerra de la Primera Guerra Mundial.
Fue dirigida por Alan Bridges y escrita por Hugh Whitemore, basada en la novela homónima de 1918 de Rebecca West. La película entró en el Festival de Cine de Cannes de 1982. 
La película fue la primera en recibir un certificado PG de la Junta Británica de Clasificación de Películas.

## Trama
En 1914, un grupo de soldados británicos se prepara para abandonar Inglaterra para luchar en el frente occidental de Francia, liderados por el capitán Chris Baldry, quien aparece en una última fiesta de despedida organizada por su esposa, Kitty, pareciendo retraído y distante en todo momento.
La historia continúa hasta 1916. La prima de Chris, Jenny, que vive con Kitty, está preocupada porque no han tenido noticias del regimiento de Chris, pero Kitty descarta sus temores, más preocupada por el aumento de los precios de los comestibles y el racionamiento de alimentos. Su guerra silenciosa se ve destrozada por la visita inesperada de Margaret Grey, que ha recibido un telegrama de Chris. Ella dice que Chris está enfermo y ha regresado a Inglaterra, pero no revela más. Kitty se niega a creerle y la expulsan. Sólo cuando lee atentamente el telegrama se da cuenta de que su marido está en un hospital de Londres. Cuando lo visitan, Kitty y Jenny ven que lo están tratando por una neurosis de guerra. Chris no recuerda a Kitty y, en cambio, pregunta por Grey. Humillada, su esposa se marcha, no del todo convencida de que no esté fingiendo.
Después de unos días, el Capitán Baldry regresa a casa, lo que le parece extraño. No reconoce a sus antiguos amigos, a pesar de sus esfuerzos por acercarse a él. Le divierten más las actividades sencillas, como caminar y mirar fijamente el río. Muestra poco interés en Kitty y duermen en habitaciones separadas. Envía a buscar a Margaret y recuerdan su pasado compartido. Había estado enamorado de ella a pesar de la oposición de sus padres debido a sus raíces de clase trabajadora. Tuvieron una pelea, se separaron a la fuerza, accidentalmente perdieron el contacto y se casaron con otras personas. Kitty está herida y furiosa porque él muestra más interés en Margaret que en ella misma. Un experto médico, el doctor Anderson, aconseja que permitan que Chris y Margaret se vean más, algo con lo que acuerdan Kitty reacia y el comprensivo marido de Margaret, William. A medida que su relación florece, se hace evidente que su apego a ella es de naturaleza infantil.
Kitty quiere desesperadamente que se cure y que vuelva a ser el hombre autoritario que había conocido antes de la guerra. Anderson está menos interesado en curar al capitán y nota lo feliz que está. Devolverlo al presente, a los horrores de la guerra y al recuerdo de un hijo que perdió a causa de una enfermedad, sería cruel. Ni siquiera recuerda al niño. Finalmente deciden contarle a Chris sobre el niño, viéndolo como un estímulo que lo "curará". Mientras Kitty observa desde una ventana, Margaret le cuenta. La conducta de su cuerpo cambia visiblemente y comienza a caminar hacia la casa, mirando como su prima Jenny comenta, "cada centímetro un soldado". Kitty se da cuenta de que su marido ha vuelto con ella, aunque probablemente ahora lo enviarán de regreso a la guerra.

## Elenco
- Alan Bates como el capitán Chris Baldry
- Julie Christie como Kitty Baldry
- Glenda Jackson como Margaret Gray
- Ann-Margret como Jenny Baldry
- Ian Holm como el doctor Anderson
- Frank Finlay como William Gray
- Jeremy Kemp como Frank
- Hilary Mason como Ward, la sirvienta.
- John Sharp como Pearson

## Producción
En una entrevista de 1982 con Roger Ebert, Ann-Margret recordó que Ann Skinner, que había sido la "guionista" de la película Magic de Margret, compró los derechos cinematográficos de la novela de West. "A mitad de la producción, nos arruinamos", dijo Ann-Margret. "El elenco y el equipo siguieron trabajando sin recibir pago, y finalmente otra productora británica consiguió algo más de dinero. Fue un trabajo de amor".  Aunque la película se produjo en 1982, no se estrenó en Estados Unidos hasta 1985 debido a complicaciones legales. 

## Recepción
Vincent Canby, del New York Times, elogió la película y escribió que "no tenía idea de que algo que dependiera de la amnesia pudiera seguir siendo tan conmovedor, en gran parte debido a las actuaciones espléndidas y perfectamente integradas de Glenda Jackson, Julie Christie y Ann-Margret". 